# Rina Franchetti
Pour les articles homonymes, voir Franchetti.
Rina Franchetti, nom d'artiste d'Ester Girgenti, née le 23 décembre 1907 à Naples et morte le 18 août 2010 à Formello, est une actrice italienne. C'est la mère de l'actrice Sara Franchetti.

## Biographie
Rina Franchetti fait ses débuts au théâtre dans la troupe de Luigi Pirandello, puis travaille aux côtés de Lamberto Picasso. Elle devient l'une des figures les plus représentatives du théâtre du XXe siècle.
Elle débute au cinéma en 1932 avec un second rôle dans le film comique Due cuori felici (it) de Baldassarre Negroni. Au début, son activité sur le grand écran est épisodique. Elle y revient de façon plus soutenue après la guerre, apparaissant dans des films représentatifs de l'époque comme La Marchande d'amour (La provinciale, 1953) de Mario Soldati ou La dolce vita (1960) de Federico Fellini. Par ailleurs, elle apparaît dans de nombreux téléfilms ou séries télévisées, et on l'entend aussi dès les années 1930 à la radio et au doublage.
À partir de la seconde moitié des années 1970, sa carrière au cinéma décline. En 1985, elle participe à l'émission de radio Lagrime sur Radio 1. En 1988, elle participe au spectacle Donna Pirandello réalisé par Aldo Sarullo (it). Elle reste en activité jusqu'à sa mort, à 102 ans. Pour sa longévité, elle a été surnommée « la grand-mère du cinéma italien ».

## Filmographie
- 1932 : Due cuori felici de Baldassarre Negroni
- 1933 : La segretaria per tutti de Amleto Palermi
- 1934 : La provincialina de Carl Boese et Ferruccio Biancini
- 1934 : Frontiere de Mario Carafoli et Cesare Meano
- 1938 : L'amor mio non muore! de Giuseppe Amato
- 1943 : Campo de' fiori de Mario Bonnard
- 1948 : Les Belles Années (Cuore) de Duilio Coletti e Vittorio De Sica
- 1950 : Fra Diavolo (Donne i briganti) de Mario Soldati
- 1953 : Un dimanche romain (La domenica della buona gente) de Anton Giulio Majano
- 1953 : La corda d'acciaio de Carlo Borghesio
- 1953 : La Marchande d'amour (La provinciale), de Mario Soldati (non créditée)
- 1953 : Ti ho sempre amato! de Mario Costa
- 1954 : Questi fantasmi d'Eduardo De Filippo
- 1955 : Village magique de Jean-Paul Le Chanois
- 1955 : La Femme aux deux visages (L'angelo bianco) de Raffaello Matarazzo
- 1955 : L'ultimo amante de Mario Mattoli
- 1960 : Il sicario de Damiano Damiani
- 1960 : La Main chaude (La mano calda) de Gérard Oury
- 1960 : La dolce vita, de Federico Fellini (non créditée)
- 1960 : Seddok, l'erede di Satana d'Anton Giulio Majano
- 1961 : Gioventù di notte de Mario Sequi
- 1961 : Barabbas (Barabba), de Richard Fleischer (non créditée)
- 1961 : Les partisans attaquent à l'aube (Un giorno da leoni) de Nanni Loy
- 1964 : Il treno del sabato de Vittorio Sala
- 1964 : Tre notti d'amore de Renato Castellani, Luigi Comencini et Franco Rossi
- 1966 : Le Temps du massacre (Tempo di massacro) de Lucio Fulci
- 1967 : Jeux d'adultes (Il padre di famiglia), de Nanni Loy (non créditée)
- 1968 : Deux Pistolets pour un lâche (Il pistolero segnato da Dio) de Giorgio Ferroni : épouse de Clardige
- 1969 : Cœur de mère (Cuore di mamma) de Salvatore Samperi
- 1971 : Homicide parfait au terme de la loi (Un omicidio perfetto a termine di legge) de Tonino Ricci
- 1973 : Tutti figli di mammasantissima de Alfio Caltabiano
- 1973 : Come fu che Masuccio Salernitano, fuggendo con le brache in mano, riuscì a conservarlo sano de Silvio Amadio
- 1973 : Quand l'amour devient sensualité (Quando l'amore è sensualità) de Vittorio De Sisti
- 1973 : Number One de Gianni Buffardi
- 1973 : Un tipo con una faccia strana ti cerca per ucciderti de Tulio Demicheli
- 1973 : Storia di una monaca di clausura de Domenico Paolella
- 1974 : Un vrai crime d'amour (Delitto d'amore) de Luigi Comencini
- 1975 : Il sapròfita de Sergio Nasca
- 1975 : Au-delà de la peur (La paura dietro la porta) de Yannick Andréi
- 1975 : Le Sauvage (Il mio uomo è un selvaggio) de Jean-Paul Rappeneau
- 1976 : La verginella de Mario Sequi
- 1976 : La segretaria privata di mio padre de Mariano Laurenti
- 1981 : Il caso Graziosi, téléfilm de Michele Massa
- 1988 : Adelmo de Rocco Mortelliti
- 1990 : Basta! Adesso tocca a noi de Luciano Emmer

## Radio
- EIAR
  - La locanda della luna de Guido Cantini, réalisé par Nunzio Filogamo, diffusé le 3 février 1941.
- RAI
  - Settantasette lodole e un marito de Giulio Bucciolini et L. Ugolini, réalisé par Nino Meloni, diffusé le  28 décembre 1945
  - Il ragioniere fantasma d'Age et Flan, diffusé le 4 mars 1946.
  - Faust de Goethe, réalisé par Corrado Pavolini, diffusé le 14 octobre 1953.
  - Le Dame e gli Ussari d'Aleksander Fredro, réalisé par Pietro Masserano Taricco, diffusé le 5 octobre 1955.

## Théâtre télévisé
- Le baruffe chiozzotte de Goldoni, mise en scène de Carlo Lodovici, diffusé le 26 juillet 1955.
- Il serpente a sonagli d'Edoardo Anton, mise en scène d'Anton Giulio Majano, diffusé le 19 octobre 1956.
- Il cuore del mondo, mise en scène de Mario Landi, diffusé le 4 juillet 1958.
- Il cocomero, mise en scène de Carlo Lodovici, diffusé le 16 août 1962.
- L'Arlesiana d'Alphonse Daudet, mise en scène de Carlo Lodovici, diffusé le 8 mars 1963.
- Nozze di sangue de García Lorca, mise en scène de Vittorio Cottafavi, diffusé le 3 mai 1963.
- La via della salute, mise en scène de Carlo Lodovici, diffusé le 3 avril 1964.
- Congedo de Renato Simoni, mise en scène de Carlo Lodovici, diffusé le 28 janvier 1966.
- Il fischietto d'argento, mise en scène de Carlo Di Stefano, diffusé le 20 janvier 1967.